# Wola Wielka
Pour l’article homonyme, voir Wola Wielka (Lubaczów).
Wola Wielka est une localité polonaise de la gmina de Żyraków, située dans le powiat de Dębica en voïvodie des Basses-Carpates.